# 제1비행연대 (핀란드)
제1비행연대(핀란드어: Lentorykmentti 1; LeR 1)는 은 제2차 세계 대전 당시 핀란드 공군의 전투, 정찰, 통신비행대대들의 혼성연대이다. 1941년 6월 해산되었다가 1942년 5월 3일 보충비행연대를 기반으로 재편성되었다.
2차대전 종전 이후 해산되어 제2비행단으로 재조직되었다.

## 전투서열
겨울전쟁
- 제10비행대대 (LLv.10) - 급강하폭격기
- 제12비행대대 (LLv.12) - 정찰기
- 제14비행대대 (LLv.14) - 정찰기
- 제16비행대대 (LLv.16) - 정찰기

계속전쟁
- 제12비행대대 (LLv.12) - 정찰기
- 제32비행대대 (LLv.32) - 전투기

지원부대
- 제1비행장중대 (1.Le.KenttäK)
- 제2비행장중대 (2.Le.KenttäK)

총 전력은 항공기 200-240 대였으며 사용 기체는 커티스 호크 75A, 포커 D.XXI, 모랑솔니에르 M.S.406, 글로스터 글래디에이터 II, 커티스 워호크 M, 라보츠킨-고르부노프-구드코프 LaGG-3, 포커 C.X, 웨스트랜드 라이샌더, VL 비마, VL 뮈르스퀴, 블랙번 T.5 리폰, 브리스틀 블렌헤임 등이 있었다.